# كريستيان لي
كريستيان لي (بالإنجليزية: Christian Lee)‏ (8 أكتوبر 1976 بأيلزبري في المملكة المتحدة - ) هو لاعب كرة قدم بريطاني في مركز الهجوم. لعب مع روشدين ودايموندز ونادي بريستول روفيرز ونادي دونكاستر روفرز ونادي روتشديل ونادي غيلينغهام ونادي فارنبوروه ونادي ليتون أورينت ونادي نورثامبتون تاون ونادي هاليفاكس تاون وEastwood Town F.C. ‏.

## وصلات خارجية
- كريستيان لي على موقع قاعدة بيانات كرة القدم.إي يو (الإنجليزية)
- كريستيان لي على موقع Soccerbase.com (لاعب) (الإنجليزية)